# Facultad de Medicina de la Universidad de Panamá
La Facultad de Medicina de la Universidad de Panamá fue la primera institución educativa en formar médicos en el territorio de la República de Panamá. Pertenece a la Universidad de Panamá.
Al año en esta casa de estudios se admiten 200 estudiantes en la carrera de doctor en medicina general, los mejores estudiantes del país compiten por una plaza haciendo un aproximado a través de los años de 3000  competidores.
El 99% de sus estudiantes graduados aprueban los exámenes de certificación médica en el primer intento.

## Historia
Se inauguró la Escuela de Medicina en 1951, bajo la dirección del Prof. Alejandro Méndez Pereira, la cual funcionaba dentro de la Facultad de Ciencias Médicas. Posteriormente en el año 1953 la Escuela de Medicina se transformó en la Facultad de Medicina.
La primera graduación de médicos de la Facultad de Medicina se realizó el 18 de febrero de 1955, y fue presidida por el Decano Dr. Antonio González Revilla, eminente neurocirujano panameño.
En febrero de 1956, fue elegido el Dr. Octavio Méndez Pereira como decano, quien consiguió la aprobación del reglamento de admisión para la Escuela de Medicina, donde se incluyó que todos los candidatos deberían ser sometidos a un examen, con el objeto de comprobar su cultura general, sus actitudes vocacionales y psicológicas; y además se extendieron las plazas de ingreso hasta alcanzar 60 estudiantes para primer ingreso.
En los años ochenta, la Facultad de Medicina abrió la Escuela de Tecnología Médica (1986), y la escuela de Salud Pública (1987), esta última a nivel de Postgrado. Una década más tarde, es decir, en 1996 el Consejo Académico de la Universidad de Panamá aprobó dos carreras nuevas para esta Facultad, la Licenciatura en Nutrición y Dietética y el Técnico en Urgencias Médicas. En 1996 se crea la carrera de Técnico en Radiología e Imagenología, y a partir de ese mismo año se inician los Diplomados y la maestría diversificada.

## Formación impartida
Actualmente cuenta con las carreras de Medicina, Tecnología médica, Nutrición y dietética, Técnico en urgencias médicas, Licenciatura en Radiología, Licenciatura en Salud ocupacional. A nivel de postgrado Maestrías en Salud pública, Epidemiología, Ciencias Clínicas, entre otras.
Comprende la predominancia y el aumento de la cobertura en la atención en Salud por parte del sector institucional público y se inicia con la inauguración de la Escuela de Medicina de la Universidad de Panamá el 21 de mayo de 1951. Este hecho coronó los esfuerzos del primer Rector de la Universidad, Octavio Méndez Pereira, que nombró como su primer Decano a Don Alejandro Méndez Pereira, a quien sucederían en corto período de tiempo el Dr. Jaime de La Guardia y el Dr. Antonio Gonzáles Revilla. La Facultad de Medicina se convirtió desde su creación en la Alma Mater de la Medicina panameña alcanzando un liderazgo académico indiscutible. Este período se inició con la construcción o habilitación de numerosos hospitales y centros de Salud, tanto en el interior como en la capital, destacándose la inauguración del Hospital General de la Caja de Seguro Social en 1962. Durante todo este período la Caja de Seguro Social desempeñaría un papel cada vez más preponderante en la atención de la población asegurada y no asegurada, así como la incorporación de tecnología sanitaria avanzada y la formación de diferentes especialistas en varios de los hospitales de su red institucional, que se desarrolló desde entonces. En 1969 se creó el Ministerio de Salud, recayendo sobre el Dr. José Renán Esquivel la primera designación como Ministro de Salud, que popularizó su gestión con la famosa frase: “Salud Igual Para Todos”, que se convirtió en el estandarte de una medicina preventiva, descentralizada e integrada que tenían como plataforma la atención primaria de salud a través del continuo crecimiento del gasto en salud y de una red de atención comunitaria. El campo de la medicina privada también conoció un auge con la inauguración del Centro Médico Paitilla en 1975 y hospitales como la Clínica Nacional y el Hospital de Punta Pacífica, en la ciudad capital. En lo que se refiere a la epidemiología de la segunda mitad del siglo, deberá destacarse el inicio de la llamada segunda transición epidemiológica aproximadamente a partir de 1960, con el predominio de las enfermedades crónicas como principal causa de mortalidad en el país, citándose especialmente al cáncer y a las enfermedades cerebro y cardiovasculares.